# جيلبار النقاش (كاتب)
جيلبار النقاش (15 يناير 1939 - 26 ديسمبر 2020)، كاتب وناشط سياسي يساري تونسي ولد في تونس العاصمة.

## السيرة الذاتية
زاول جيلبار النقاش تعليمه في المعهد الزراعي الوطني في باريس. عند عودته لبلاده، عمل كمهندس زراعي في وزارة الفلاحة بين 1962 وأكتوبر 1967. عمل أيضا في مكتب دراسات فلاحية ضمن منظمة الأغذية والزراعة (FAO)، وكان قبل وفاته يعمل مديرا لدار نشر.

### السجن
حكم عليه بشدة في 16 سبتمبر 1968 بأربعة عشر سنة سجنا لنشاطاته السياسية مع تجمع الدراسات والعمل الاشتراكي في تونس (يعرف بحركة آفاق)، وتعرض لشتى أنواع التعذيب، قبل أن يطلق سراحه بعد عشرة سنوات في 3 أغسطس 1979، وبقي تحت الإقامة الجبرية وخضع للمراقبة الإدارية. أول مؤلفاته «الكريستال»، كان في الحقيقة قد كتبها في السجن على أغلفة علب سيجارة لعلامة كريستال التونسية.

كان منفي في فرنسا، وعاد لتونس بعد الثورة التونسية في 2011. استمع له كشاهد في أول جلسة استماع علنية نظمتها هيئة الحقيقة والكرامة في 16 نوفمبر 2016، وروى فيها ما تعرض له من تعذيب ومضايقات في عهد الحبيب بورقيبة وزين العابدين بن علي.

## مؤلفاته
- 1982: Cristal، دار نشر صلامبو، تونس العاصمة.
- 2005: Le Ciel est par-dessus le toit: nouvelles, contes et poèmes de prison et d'ailleurs، دار نشر Cerf، باريس (ردمك 978-2204078313).
- 2009: Qu'as-tu fait de ta jeunesse? Itinéraire d'un opposant au régime de Bourguiba (1954-1979) suivi de Récits de prison، دار نشر Cerf، باريس (ردمك 978-2204088671)
- 2011: ?Vers la démocratie، دار نشر Mots Passants، تونس العاصمة (ردمك 978-9973024909).
- 2013: Le Manchot (et autres nouvelles)، دار نشر Chama، تونس العاصمة (ردمك 978-9973753113).
- 2015: Comprendre m'a toujours paru essentiel. Entretiens avec Mohamed Chagraoui، دار نشر Chama، تونس العاصمة (ردمك 978-9973753137)

## روابط خارجية
- شهادة جيلبار النقاش نسخة محفوظة 8 مايو 2019 على موقع واي باك مشين. في هيئة الحقيقة والكرامة.